# Xintang, Tianhe
Xintang (kinesiska: 新塘) är ett stadsdelsdistrikt (jiedao) i sydöstra Kina. Det ligger i stadsdistriktet Tianhe i provinshuvudstaden Guangzhou i provinsen Guangdong, omkring 35 kilometer öster om centrala Guangzhou. Antalet invånare är 41 207. Befolkningen består av 17 802 kvinnor och 23 405 män. Barn under 15 år utgör 5,0 %, vuxna 15-64 år 93 %, och äldre över 65 år 1,0 %.